# Хариаса
Хариаса — германская богиня. Хариаса засвидетельствована на (ныне утерянном) камне с латинским посвящением ей. Камень был найден в Кельне, Германия, и датирован 187 годом нашей эры (CIL XIII 8185).

## Этимология
Рудольф Симек считает, что, как и древнескандинавское имя валькирии Herja, Hariasa происходит от протогерманского слова *Herjaza и что оба могут относиться к богине войны, хотя возможно независимое развитие среди северогерманских и западногерманских народов. С другой стороны, имя Хариаса может означать «богиня с густыми волосами».